# منتخب بولندا لكرة الطائرة للسيدات
منتخب بولندا الوطني لكرة الطائرة للسيدات (بالبولندية: Reprezentacja Polski w piłce siatkowej kobiet)‏ هو ممثل بولندا الرسمي في المنافسات الدولية في كرة طائرة في فئة كرة الطائرة للسيدات.